# Amtsgericht Celle

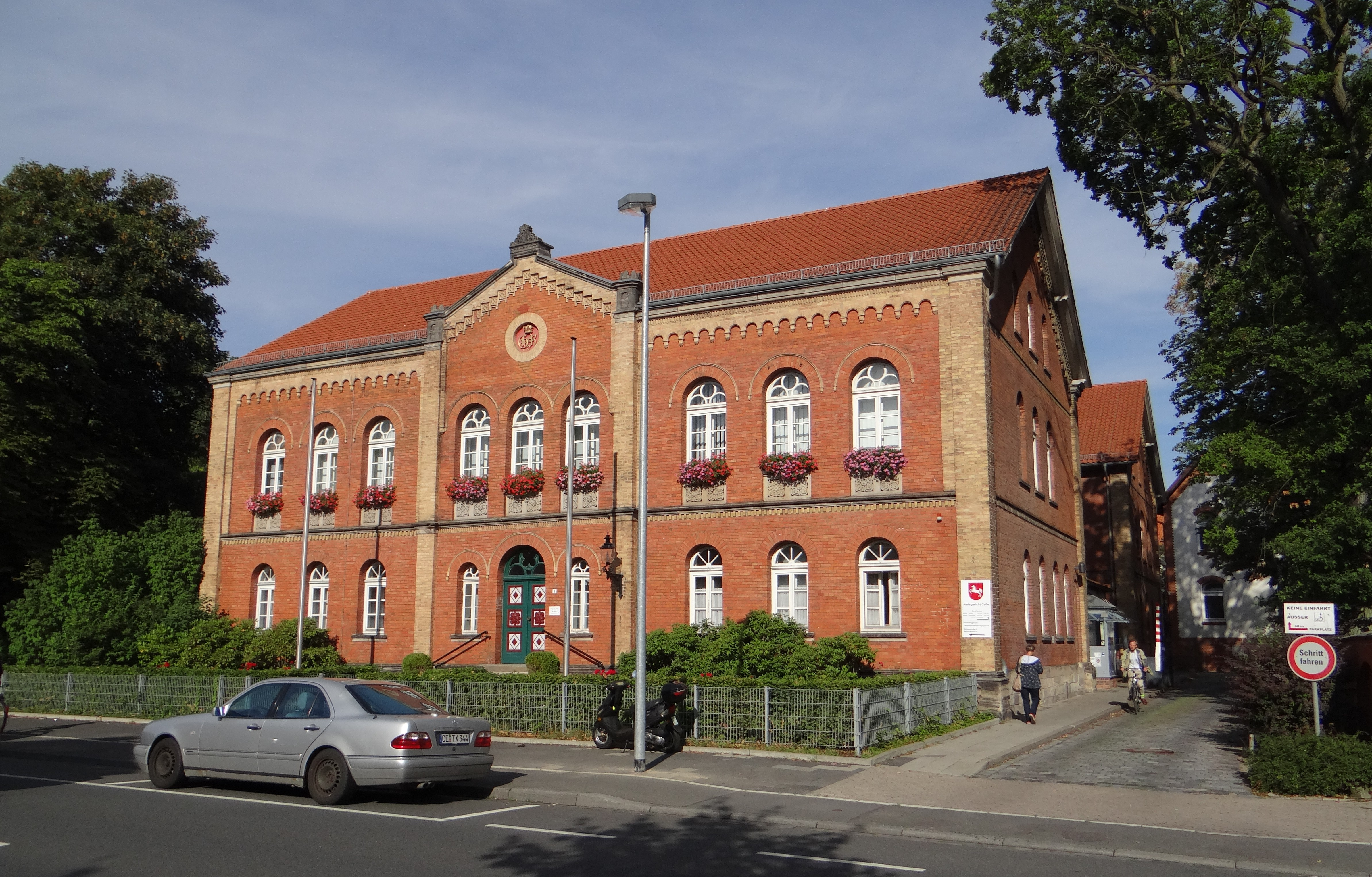
Amtsgericht in Celle (2013)

Das Amtsgericht Celle ist eines von sechs Amtsgerichten im Bezirk des Landgerichts Lüneburg. Es hat seinen Sitz in Celle in Niedersachsen. Mit ca. 180.000 Gerichtspersonen im Landkreis Celle ist es das größte Amtsgericht in seinem Landgerichtsbezirk.

## Beschreibung
Dem Amtsgericht ist das Landgericht Lüneburg übergeordnet. Zuständiges Oberlandesgericht ist das Oberlandesgericht Celle. Das Amtsgericht hat insgesamt 144 Mitarbeiter, darunter 17 Richter, 25 Rechtspfleger und zwölf Gerichtsvollzieher. Seit 1979 befindet sich das Amtsgericht in dem Gebäude der ehemaligen Landesfrauenklinik in der Mühlenstraße, 1994 wurde die Vollstreckungsabteilung in das Nachbargebäude ausgelagert.

## Geschichte
Nach der Revolution von 1848 wurde im Königreich Hannover die Rechtsprechung von der Verwaltung getrennt und die Patrimonialgerichtsbarkeit abgeschafft. Das Amtsgericht wurde daraufhin mit der Verordnung vom 7. August 1852 die Bildung der Amtsgerichte und unteren Verwaltungsbehörden betreffend als königlich hannoversches Amtsgericht gegründet. Es umfasste das Amt Celle, Stadt Celle und Amt Winsen (Aller). Das Amtsgericht war dem Obergericht Celle untergeordnet. Nach der Annexion Hannovers durch Preußen wurde das Celler Amtsgericht 1866 zu einem preußischen Amtsgericht in der Provinz Hannover. Mit den Reichsjustizgesetzen wurde 1879 die Gerichtsorganisation reichsweit einheitlich geregelt. Das Amtsgericht Celle blieb bestehen. Der Amtsgerichtsbezirk umfasste den Stadtbezirk Celle und das Amt Celle. Das Amtsgericht Celle war eines von zwölf Amtsgerichten im Bezirk des Landgerichtes Lüneburg im Gebiet des Oberlandesgerichtes Celle. Das Gericht hatte damals vier Richterstellen und war das größte Amtsgericht im Landgerichtsbezirk.
Nach der Eingliederung der Landesfrauenklinik 1974 in das Allgemeine Krankenhaus nahm das Amtsgericht seinen Sitz in das vormalige Klinikgebäude unter der Adresse Mühlenstraße 8.